# Living After Midnight
Living After Midnight è una canzone dei Judas Priest, estratta come primo singolo dall'album British Steel nel 1980. Il testo ha come riferimento principale il ribelle spirito edonistico tipico di quegli anni ed è diventato uno dei pezzi più popolari del gruppo. È quasi sempre posta come canzone di chiusura nei concerti dei Judas Priest.
La canzone è stata negli anni reinterpretata da diversi gruppi come Mr.Big, The Donnas, Iron Savior, Disturbed e L.A. Guns.
Nel 2014 è stata indicata come la quinta più grande canzone pop metal da Yahoo! Music.

## Tracce
1. Living After Midnight – 3:31
2. Delivering the Gods (Live) – 4:06